# 皆勤橋

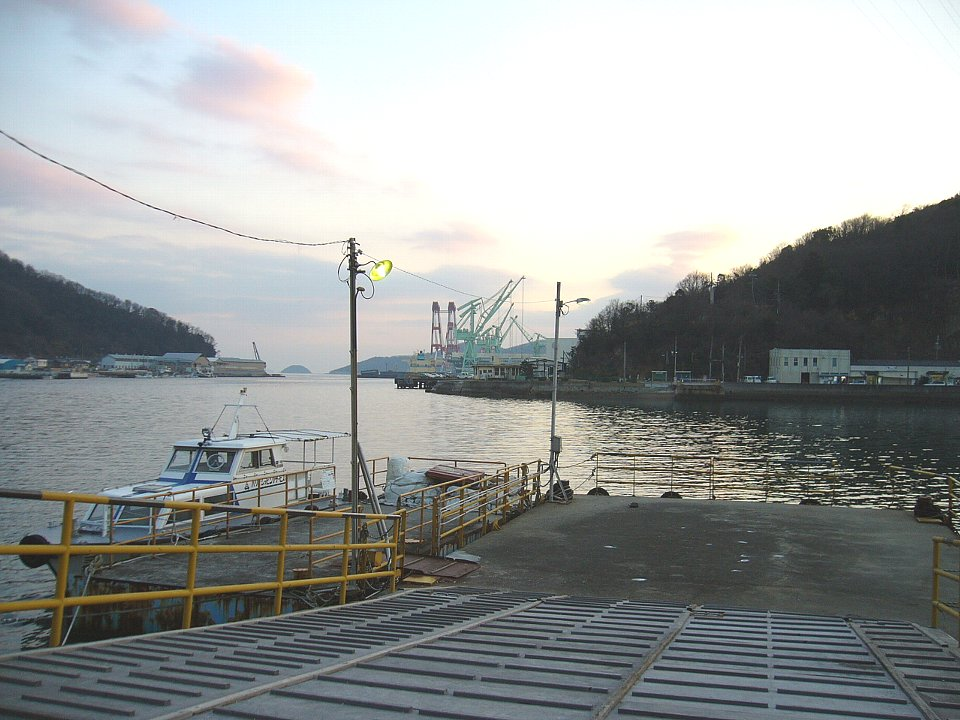
夕刻の相生湾。皆勤橋はここから対岸まで架かっていた（2006年1月）

皆勤橋（かいきんばし）は、兵庫県相生市にかつて存在した橋である。
相生湾の奥に架かり、相生市街地と対岸のIHI相生工場を結んでいた。2002年に廃橋された。

## 概要
全長208m。「ポンツーン」と称する長さ15m、幅7.5mの箱舟を10隻並べて両岸につなぎ、橋としていた。
永く「造船の町」であった相生市の象徴ともいうべき橋であり、また同市を代表する祭「ペーロン祭」の舞台でもあった。

## 歴史

### 架橋と最盛期
1907年播磨船渠が相生で創業して以来、幾度かの改組・離合を経て1929年に播磨造船所が成立する。相生市街地と工場とは相生湾で隔てられており、行き来には渡船が用いられていたが、太平洋戦争（大東亜戦争）勃発と共に往来が急増。渡船では需要をまかない切れなくなり、架橋が考えられるようになった。湾奥にも造船所があるため本格的な架橋は当局の許可が出ず、浮橋で対処することになった。1943年6月18日に開通した橋は、造船所担当の海軍大佐により「皆勤橋」と命名された。
戦後は好景気の波に乗って造船所は栄え、皆勤橋も相生駅から造船所まで自転車で通勤する従業員であふれた。なお1960年に播磨造船所は石川島重工業と合併して石川島播磨重工業（以下IHI）相生工場となり、1962年から3年間、単独工場では世界一の建造量を誇っている。1972年に皆勤橋の通行量は1日1万人に及んだ。

### 衰退と終焉
しかし1970年代後半に入ると、造船業は日本における構造不況業種の代表とされ、凋落していった。相生も例外ではなく、IHIは相生工場の人員整理を繰り返したのち、1987年4月に相生での造船部門を閉鎖。「造船の町」としての相生は幕を下ろすことになる。またこの頃には相生湾西側に、遠回りにはなるものの市街地と工場を結び、しかも自動車も通行可の工和橋が完成しており、皆勤橋の利用者は1日数百人に減少していた。
2001年4月19日早朝、南から3隻目の箱舟が沈んでいるのが発見された。箱舟の老朽化で舟底の鉄板が腐食して浸水し、沈没した。橋は直ちに通行止めとなり修復が模索されたものの、激減した利用者の一方で多額の維持費がかかることから、IHIから廃橋打診を受けた相生市は復旧を断念。橋を構成していた各箱舟は2002年2月13日から数日かけてタグボートで外され、皆勤橋は58年間の役目を終えた。

### 現況
市街地側の架橋跡は、ハリマシッピングサービスが坪根地区へ運行する渡船（つぼね丸）の桟橋なっていたが、白龍（ペーロン）城の船着場に移転したのち、2013年3月を最後に運航を終了した。
橋が撤去された2ヵ月後、皆勤橋を記念するモニュメントがIHIの寄贈により設置された。モニュメントには橋の歴史、及び皆勤橋を詠った詩が刻まれている。